# L'Envahisseur de Fort Donaldville
L'Envahisseur de Fort Donaldville est le dixième épisode de la série en bande dessinée La Jeunesse de Picsou, écrite par l'auteur américain Keno Don Rosa. Cet épisode met en scène l'arrivée de Balthazar Picsou à Fort Donaldville.

## Synopsis

Localisation de Donaldville telle que présentée au début de l'épisode.

Balthazar Picsou décide de fonder le cœur de son empire financier. Il part donc s'installer avec ses sœurs, Hortense et Matilda, sur une des terres qu'il a acquises dans le Calisota près de Fort Donaldville. Un accident de voiture (la Rolls Regal) le fait rencontrer les Ducks (et notamment ceux qui semblent être les parents de Gontran, Popop, Della et  Donald).
En haut de la colline Killmotor, Fort Donaldville tombe en ruine et sert de refuge aux Castors Juniors que Picsou chasse. Ces derniers préviennent alors Washington d'une menace militaire à venir, et le président Roosevelt décide alors d'attaquer le Fort.
Pendant ce temps, Picsou part chercher ses tonneaux d'or qu'il transporte sur la rivière Tulebug. En allant se renseigner auprès d'une cabane sur les rives du fleuve où les Rapetou reconnaissent Picsou à travers la vitre (voir Le Roi du Mississippi), sans que celui-ci ne les voient. Ceux-ci décident donc de le suivre à Fort Donaldville où ils découvrent les barils d'or dans lequel Picsou "prend son bain". Ils font Picsou et ses sœurs prisonniers.
C'est alors que le Fort est attaqué par les forces américaines, mais Hortense, énervée par ces dernières, les repousse. L'ensemble de la cavalerie bat alors en retraite sauf le président qui provoque Picsou en duel. Mais une fois face à face, il s'avère que le président et Picsou s'étaient déjà rencontrés dans le Dakota (voir Le Cow-boy des Badlands). Les Rapetou sont alors arrêtés par le président qui, le soir même, campe avec Picsou ensemble au sommet du fort. Picsou lui annonce alors qu'il envisage de construire une forteresse.
Six mois plus tard, le coffre de 300 m3 (quasiment vide) est construit et Donaldville commence à s'agrandir.

## Fiche technique
- Histoire noD 93227.
- Éditeur : Egmont[1].
- Titre de la première publication : Slaget om Fort Andeby (danois), Ankkalinnakkeen valloittaja (finlandais), Slaget om Andebyfortet (norvégien), Fort Ankeborgs försvarare (suédois).
- Titre en anglais : The Invader Of Fort Duckburg.
- Titre en français : L'Envahisseur de Fort Donaldville.
- 15 planches.
- Auteur et dessinateur : Keno Don Rosa.
- Premières publications : Donald Duck & Co (Norvège), Anders And & Co (Danemark), Aku Ankka (Finlande) et Kalle Anka & C:o (Suède), no 1994-10, mars 1994.
- Première publication aux États-Unis: Uncle Scrooge, no 294, daté octobre 1995.
- Première publication française : Picsou Magazine, no 285, octobre 1995.

## Sur l'univers établi par Don Rosa
Lors de l'arrivée en voiture de Picsou sur la ferme Duck, Daphnée, la fille d'Elvire Ecoutum, échappe de justesse à la mort grâce à sa "chance". Daphnée n'est autre que la mère de Gontran Bonheur, cousin chanceux de Donald Duck.